# 奥谷禮子

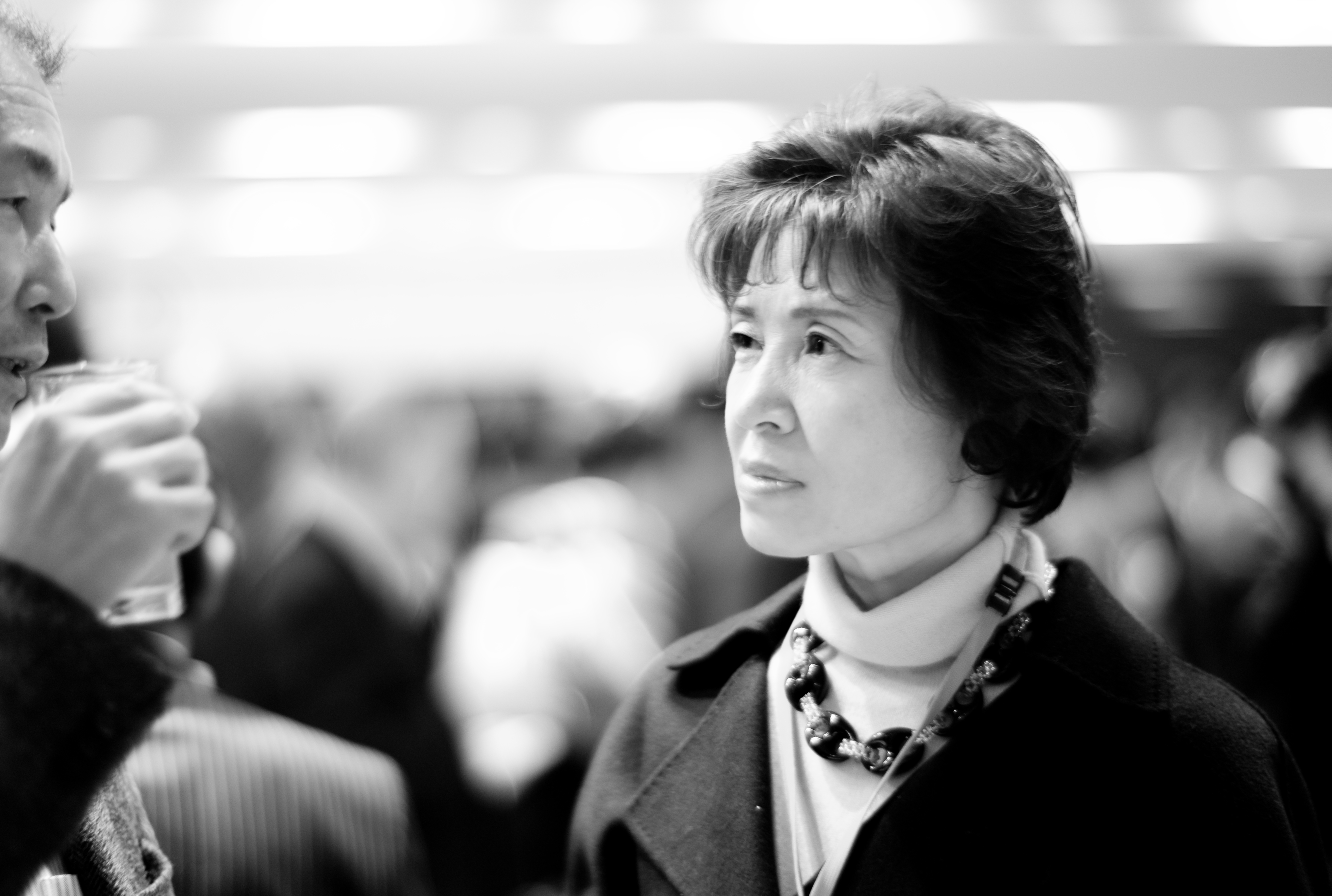
2007年11月16日、新潟県

奥谷 禮子（おくたに れいこ、1950年4月3日 - ）は、日本の実業家。株式会社ザ・アール元会長（2018年3月に退任）。CCCサポート＆コンサルティング株式会社代表取締役会長（2018年3月就任）。本名は米澤 禮子（よねざわ れいこ）。名前に使われている漢字「禮」は旧字体であり、著書などでは奥谷 礼子とも記される。なお「奥谷」は旧姓。現在の夫は東京大学名誉教授、元日本学術会議会員で理化学研究所計算科学研究機構副機構長の米澤明憲。元夫は衆議院議員の奥谷通。2020年9月に新刊「如是我聞 完結編 世相を一刀両断」を発売。2022年奥谷禮子財団設立。2025年3月公益財団法人奥谷禮子財団理事長に就任。

## 略歴
兵庫県神戸市出身。1974年甲南大学法学部卒業。日本の高度経済成長期に伴い日本航空が年間500名以上の客室乗務員を採用した時代に客室乗務員として入社。その後、1982年に同僚6人と人材派遣会社ザ・アールを設立。1986年には、石原一子らとともに女性として初めて経済同友会の会員に選ばれた。また同年から6年間、当時の堤清二セゾングループ代表との縁で、セゾングループが設立した人材派遣会社ウイル（現・ミレニアムキャスティング）の社長を兼務した。2002年5月にはローソンの社外取締役に就任する。2006年1月には日本郵政の社外取締役に就任した。

### ザ・アール
2006年5月時点での株主は、過半を所有する筆頭大株主が奥谷で、第二位株主はオリックス、堤清二、カルチュア・コンビニエンス・クラブの3者が同比率である。また、2004年11月の第三者割当は日本エンタープライズによるものである。

### 公益財団法人 奥谷禮子財団
2022年10月4日、日本の伝統工芸技術の育成と伝承のため公益財団法人 奥谷禮子財団設立。

### 役職
現職

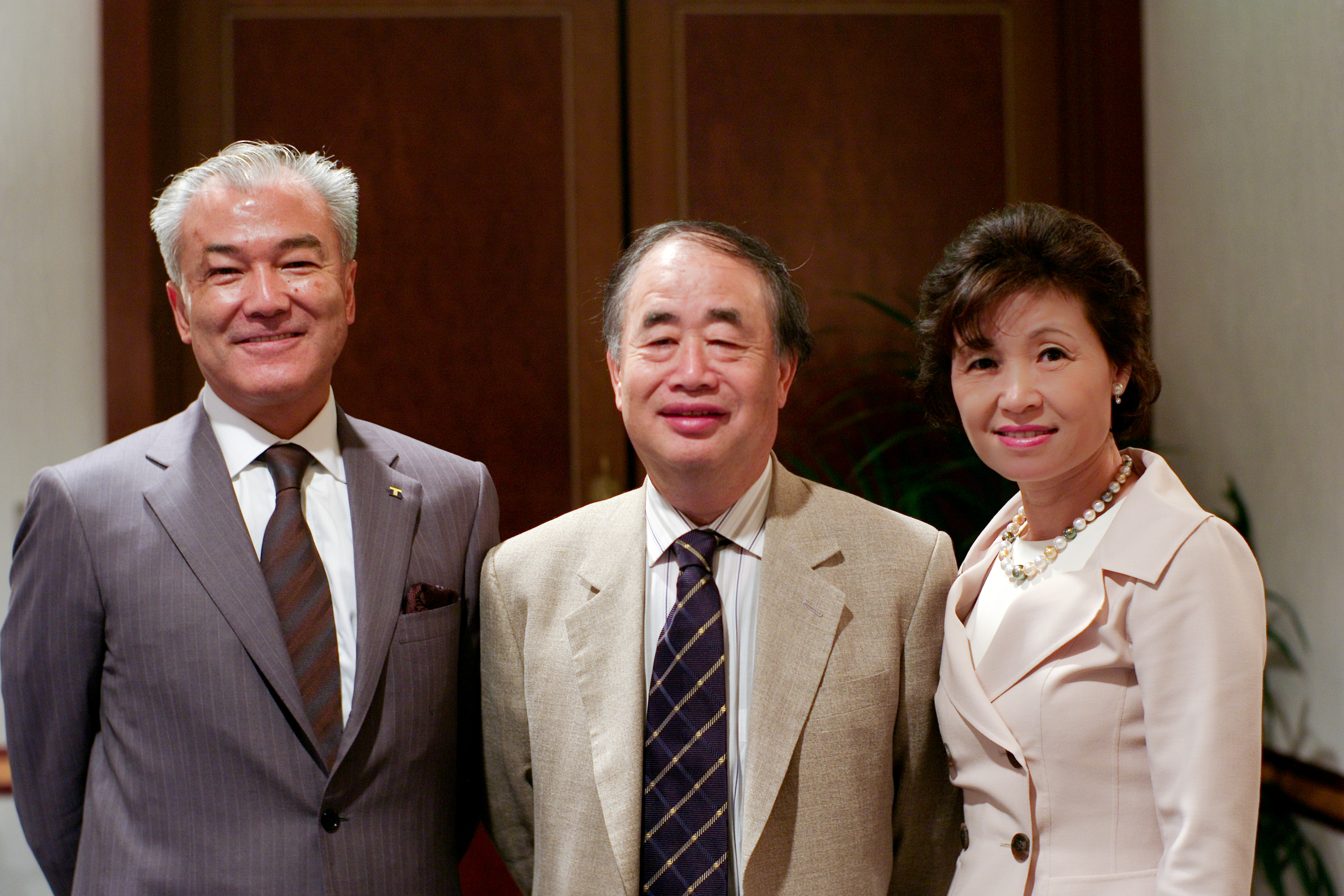
増田宗昭（左）、角川歴彦（中）と（2009年6月19日、東京都）

ローソン・楽天野球団各社の経営諮問委員会委員、経済同友会幹事、独立行政法人国立新美術館運営協議会評議委員、神戸市市長諮問委員会委員、神戸市神戸経済特区研究会委員、WOWOW放送番組審議会委員、エンジン01文化戦略会議幹事。
過去の公職
厚生労働省労働政策審議会臨時委員（労働条件分科会会員）、郵政省郵政審議会委員、内閣府未来生活懇談会委員、国土交通省交通政策審議会委員、通商産業省産業構造審議会委員、通商産業省航空機宇宙産業審議会委員、内閣府規制改革会議委員、公正取引委員会「21世紀にふさわしい競争政策を考える懇談会」会員。
2002年、小泉内閣に製造業での派遣労働解禁などを提言した諮問機関『総合規制改革会議』（宮内義彦議長）で委員を務めた。

## 人物
格差社会を批判する意見そのものを「甘え」と否定する一人である（後述の「週刊東洋経済インタビュー騒動」参照）。2006年10月24日に開催された第66回労働政策審議会労働条件分科会に使用者側の委員として参加し、過労死の問題について、「自己管理の問題。他人の責任にするのは問題（＝自己責任論）」「労働組合が労働者を甘やかしている」「働く側が、自分のライフスタイルに合わせて、契約的な仕事の申し入れが多いのだと思います。」等と発言したが、「有期契約の方が賃金等の対遇がよいからとか、ライフスタイルに合わせて有期契約に移っていきたいというのは、一部の恵まれた有期契約労働者であって、パートタイマーの労働者は賃金がかなり低く抑えられて、最賃ぎりぎりという状況の中で生活をしているのが現実なのではないかと思います。」などと反論された。さらに週刊東洋経済のインタビューで「労働基準監督署も不要」「祝日もいっさいなくすべき」と発言し論議を呼んだ。
インタビューで「人と接する上で気を付けてらっしゃることありますか」と問われ、「嫌いな人と付き合わないということですね。ぱっと見て嫌だなと思ったら付き合わない」と答えている。
NHKスペシャル「1000人に聞く ハケンの本音」（2007年11月12日放送）で、脚本家の中園ミホと意見が対立。奥谷が派遣労働の長所について持論を述べたことに対し、中園は「いま私、ここの間に深くて大きい川が流れているような気がしたんですけど」と述べた。奥谷が「サラリーマンになって、どっかの企業に入るというよりも、むしろこれから職人になっていくみたいな時代に入っていく」と述べると、中園は「みんな奥谷さんみたいにタフでパワフルだったらいいんですけどね、私もシナリオライターって派遣みたいなもんですけど」と応じた。
作家の林真理子とは二十年以上の仲であり、偶然家が隣になった。林から見ても「こんなに好き放題してもいいんだ！」というほど破天荒な人物であるという。
日本アムウェイに関して、一般的に「マルチ商法」と呼ばれることも多い連鎖販売取引の手法が問題視されたが、この問題の是正のため2001年から諮問委員に就任。
「平和を求め、軍拡を許さない女たちの会」賛同人。「軍拡より人材に投資を」と主張している。

## 週刊東洋経済インタビュー騒動
週刊東洋経済2007年1月13日号で、「格差社会と言いますけれど、格差なんて当然出てきます。仕方がないでしょう、能力には差があるのだから」と発言し、インターネット上などで波紋が広がったことがある。
記事では、「下流社会だの何だの、言葉遊びですよ。社会が甘やかしている」と持論を展開。過労死については「経営者は、過労死するまで働けなんて言いませんからね。過労死を含めて、これは自己管理だと私は思います。ボクシングの選手と一緒」とした上で、「自分でつらいなら、休みたいと自己主張すればいいのに、そんなことは言えない、とヘンな自己規制をしてしまって、周囲に促されないと休みも取れない。揚げ句、会社が悪い、上司が悪いと他人のせい。今の風土がおかしい」と、経営者側よりも労働者側の意識が問題との認識を示した。
2月7日の衆議院予算委員会で、川内博史が「あまりの暴論なので提示させてもらった。柳澤伯夫厚生労働大臣の諮問委員に日本国憲法を無視している人がいて、ホワイトカラーエグゼンプションを推進しようとしている」と詰問し、奥谷の当該発言を読み上げた。この質問に対し、柳澤は「その発言自体が、もし執行者であれば大変な問題」と答弁している。
この後、奥谷はマスコミの取材に対し「発言の一部分だけをとらえた質問は遺憾」と反論したが、2月19日の予算委員会で、枝野幸男が「十分釈明を聞きたい」と述べ、参考人招致を要求した。結局、自民・公明の与党側が3月2日に委員長職権で審議を打ち切り予算案が衆議院を通過したので実現しなかったが『週刊ポスト』『女性セブン』（以上、小学館）や『サンデー毎日』（毎日新聞社）でも奥谷発言が取り上げられた。
この発言に関して奥谷は朝日新聞の4月2日付けインタビュー記事で、「真意が伝わっていない。工業化社会から知的創造の時代に移り、長く働けば生産性が上がる時代では無い。自分で労働時間を管理し、生産性が上がるよう働けばいいという意味だった」とコメントしている。
5月22日の参議院厚生労働委員会で、櫻井充は奥谷について「この方が労働政策審議会のメンバーですね、ホワイトカラーエグゼンプションをどんどん進めていって、やられている方ですね。この方は、規制改革会議のメンバーでしたね。過労死は自己責任と言った人ですよ。こういう人が本当に有識者ですか」「何回も、いつもこの委員会で問題になっていますけれども、過労死は自己責任だとか、そういうことをおっしゃっている方が（労働政策審議会の委員として）適切なのかということです」と批判している。

## 著書
- 女を読む・動かす・拓く（大和出版、1986年、ISBN 978-4-8047-1087-7）
- 女でキラキラ生きてます（大和出版、1987年、ISBN 978-4-8047-0081-6）
- できる女は器量が光る（サンマーク出版、1987年、ISBN 978-4-7631-8936-3）
- ワーキングウーマンのマナー術（永岡書店、1989年、ISBN 978-4-522-01206-2）
- もっと女性力が引き出せる本（大和出版、1989年、ISBN 978-4-8047-1156-0）
- こんな女性がオフィスで魅力的（三笠書房、1990年、ISBN 978-4-8379-0385-7）
- 男たちよ、そろそろお休みなさい（大和出版、1990年、ISBN 978-4-8047-1166-9）
- 女が会社をつくる時（大和出版、1991年、ISBN 978-4-8047-0117-2）
- ポジティブに生きる（ザ・アール21、1997年、ISBN 978-4-916134-02-8）
- ポジティブになれる人ほど幸福に近づける（亜紀書房、2000年、ISBN 978-4-7505-0018-8）
- 日航スチュワーデス　魅力の礼儀作法（新潮社、2003年、ISBN 978-4-10-103121-7）
- 成功する人は「気配り」上手（日本文芸社、2005年、ISBN 978-4-537-25295-8）
- サービスの作法（郵研社、2006年、ISBN 978-4-946429-79-8）
- 正しい仕事のやり方・すすめ方（日本能率協会マネジメントセンター、2006年、ISBN 978-4-8207-1685-3）
- 「如是我聞」シリーズ
  - 如是我聞（亜紀書房、2003年、ISBN 978-4-7505-0302-8）
  - 如是我聞2（亜紀書房、2015年、ISBN 978-4-7505-1455-0）
  - 如是我聞 完結編 世相を一刀両断（徳間書店、2020年 ISBN 978-4-1986-5184-8）